# Manfred Gmeiner
Manfred Gmeiner (* 2. Oktober 1941 in Füssen) ist ein ehemaliger deutscher Eishockeyspieler.

## Sportliche Karriere
Manfred Gmeiner spielte ab 1960 für den EV Füssen, mit dessen Mannschaft er mehrfach Deutscher Meister wurde und 1964 den Spengler-Cup gewann.
Nach der Saison 1966/67 wechselte er für die Saison 1967/68 zum Mannheimer ERC, bevor er von 1968 bis 1973 für den ESV Kaufbeuren spielte.
International spielte er für die deutsche Eishockeynationalmannschaft bei der Eishockey-Weltmeisterschaften 1962 und 1963 und bei den Olympischen Winterspielen 1968.

## Sonstiges
Für den Gewinn der zehnten deutschen Meisterschaft durch den EV Füssen wurde er am 10. März 1963 zusammen mit seinen Mannschaftskollegen von Bundespräsident Heinrich Lübke mit dem Silbernen Lorbeerblatt ausgezeichnet.